# مستشفى حميات قنا
مستشفى حميات قنا هي مستشفى الحميات الرئيسى بمحافظة قنا وتقع بمدينة قنا في شارع 26 يوليو، وبها مركز لعلاج مرضى الالتهاب الكبدى الفيروسى (سى) بالانترفيرون، ووحدة غسيل كلوى وعنابر للحميات ووحدة رعاية حالات حرجة ووحدة الكبد والمناظير. مدير المستشفى هو الدكتور/ سيد الكاشف والذي تولى المسئولية من أبريل 2017.
وحدة الغسيل الكلوى:
رئيس القسم: د. راوية قصي
الوحدة تقوم بإجراء عمليات الاستصفاء الدموى لمرضى الفشل الكلوى المصابين بفيروس (بى).
قسم أمراض الكبد والجهاز الهضمى:
رئيس القسم: د. شاذلى محمد على
يقوم القسم بتقديم الخدمة الطبية لمرضى الكبد بالقسم الداخلي أو العيادات الخارجية.وتم إنشاء عيادة لعلاج مرضي الالتهاب الكبدي الفيروسي (بي)
وحدة مناظير الجهاز الهضمي
تقوم الوحدة باستقبال حالات نزيف الجهاز الهضمي علي مدار ال24 ساعة يوميا
وتقوم بإجراء عمليات مناظير الجهاز الهضمي العلوي والقولون والقنوات المرارية
قسم الحميات الداخلي
قسم الضربات الحرارية.